# Buddhizmus Angliában
A buddhizmus Angliában kisebbségi vallásnak számít, ahol a 2011-es felmérések idején hozzávetőlegesen 238 626 ember vallotta magát buddhistának, amelyből 34% Londonban él. Ez a szám feltehetően tartalmazza a kínai népi valláshoz tartozókat is.
Angliában nincs egy fő buddhista társaság vagy csoport, amely minden buddhista irányzatot képviselne, bár kísérletek voltak egy ilyen szervezet létrehozására.

## Története
Angliában a 20. század elején megnőtt a théraváda buddhizmus hatása. A legfontosabb események közé tartozott 1924-ben a londoni Buddhista Társaság, illetve 1926-ban a théraváda Londoni Buddhista Vihára megalapítása. Anágárika Dharmapála (1864-1933), a Mahá Bodhi Társaság (Mahā Bodhi Society, 1891) alapítója, jelentősen hozzájárult Angliában a buddhista egyházi hagyomány megteremtésében. Szintén kiemelkedőnek számít az, amikor Ananda Metteyya 1908. április 23-án, Srí Lanka-i utazásai és burmai szerzetesi felvétele után, visszatért Angliába. Egyre többen szivárogtak ki Angliából Ázsiába, hogy szerzetesnek álljanak, főleg a théraváda irányzatban. Kapilavaddho Bhikkhu által jutott el Angliába a dhammakája mozgalom 1954-ben, ahol egy évvel később létrehozták az Angliai Szangha Trösztöt. Közben megérkeztek az első ázsiai szerzetesek Angliába.
1967-ben az angol származású théraváda szerzetes, Sangharakshita (1925-2018), megalapította a Nyugati Buddhista Rend Barátai (később felvette a Triratna Buddhista Közösség nevet) szervezetet, az első hazai buddhista mozgalmat. Őt további nyugati buddhisták követték, akik szintén keleten tanultak, illetve egy sor ázsiai, főleg tibeti lámák, buddhista tanító érkezett Angliába. A Mandzsusrí Kadampa Buddhista Központ az új kadampa hagyományhoz tartozó tibeti buddhista központ, amelyet Kelszang Gyaco gese alapított 1975-ben. Sussex-ben théraváda kolostort építettek, amely az Ácsán Cshá thai erdei hagyományát képviseli. Ez az iskola is több központot hozott létre az ország különböző pontjain. Northumberland területén szótó zen buddhista apátság működik.
Angliában ma már számos tibeti buddhista iskola képviselteti magát, például a rigpa, a karma kagyü, a decsen, a gyémánt út és az Aro gTér
A 2011-es népszámlálási adatok szerint a buddhisták által legsűrűbben lakott terület Angliában a Hampshire megyében található Rushmoor volt, ahol a magukat buddhistának vallók aránya 3,3% volt. A 14. dalai láma 2010-ben és 2015-ben is ellátogatott Aldershot településre.